# Daseochaeta mackeanae
Daseochaeta mackeanae là một loài bướm đêm trong họ Noctuidae.